# Kombangan
Kombangan is een bestuurslaag in het regentschap Bangkalan van de provincie Oost-Java, Indonesië. Kombangan telt 4653 inwoners (volkstelling 2010).